# Campeonato Neerlandés de Fútbol 1912-13
El Campeonato Neerlandés de Fútbol 1912/13 fue la 25.ª edición del campeonato de fútbol de los Países Bajos. Participaron dieciocho equipos divididos en dos divisiones. El campeón nacional fue determinado por un play-off de ida y vuelta con los ganadores de la división de fútbol del este y oeste. Sparta Rotterdam ganó el campeonato de este año al vencer al Vitesse 2:1 y 2:1.

## Nuevos participantes
Eerste Klasse Este:
- HVV Tubantia

## Divisiones

### Eerste Klasse Este
| Pos | Equipo          | PJ | PG | PE | PP | GF | GC | Pts | DG  | Notas                                  |
| --- | --------------- | -- | -- | -- | -- | -- | -- | --- | --- | -------------------------------------- |
| 1   | Vitesse         | 14 | 10 | 1  | 3  | 34 | 12 | 21  | +22 | Clasificado al play-off por el título. |
| 2   | RKVV Wilhelmina | 14 | 8  | 3  | 3  | 21 | 17 | 19  | +4  | Trasladado a la Eerste Klasse Sur.     |
| 3   | Koninklijke UD  | 14 | 8  | 1  | 5  | 37 | 18 | 17  | +19 |                                        |
| 4   | Quick Nijmegen  | 14 | 8  | 1  | 5  | 18 | 18 | 17  | 0   |                                        |
| 5   | HVV Tubantia    | 14 | 6  | 1  | 7  | 27 | 23 | 13  | +4  |                                        |
| 6   | Go Ahead        | 14 | 2  | 6  | 6  | 13 | 23 | 10  | -10 |                                        |
| 7   | GVC Wageningen  | 14 | 4  | 1  | 9  | 16 | 28 | 9   | -12 |                                        |
| 8   | EFC PW 1885     | 14 | 2  | 2  | 10 | 15 | 42 | 6   | -27 |                                        |

PJ = Partidos jugados; PG = Partidos ganados; PE = Partidos empatados; PP = Partidos perdidos; GF = Goles a favor; GC = Goles en contra; Pts = Puntos; DG = Diferencia de goles

### Eerste Klasse Oeste
| Pos | Equipo           | PJ | PG | PE | PP | GF | GC | Pts | DG  | Notas                                  |
| --- | ---------------- | -- | -- | -- | -- | -- | -- | --- | --- | -------------------------------------- |
| 1   | Sparta Rotterdam | 18 | 14 | 3  | 1  | 57 | 16 | 31  | +41 | Clasificado al play-off por el título. |
| 2   | DFC              | 18 | 14 | 2  | 2  | 65 | 22 | 30  | +43 |                                        |
| 3   | HFC Haarlem      | 18 | 8  | 4  | 6  | 39 | 29 | 20  | +10 |                                        |
| 4   | HVV Den Haag     | 18 | 9  | 2  | 7  | 48 | 38 | 20  | +10 |                                        |
| 5   | HBS Craeyenhout  | 18 | 6  | 5  | 7  | 28 | 37 | 17  | +11 |                                        |
| 6   | Koninklijke HFC  | 18 | 7  | 1  | 10 | 44 | 47 | 15  | -3  |                                        |
| 7   | HC & CV Quick    | 18 | 6  | 3  | 9  | 29 | 39 | 15  | -10 |                                        |
| 8   | VOC              | 18 | 5  | 4  | 9  | 30 | 31 | 14  | -1  |                                        |
| 9   | AFC Ajax         | 18 | 6  | 2  | 10 | 22 | 47 | 14  | -25 |                                        |
| 10  | CVV Velocitas    | 18 | 1  | 2  | 15 | 24 | 80 | 4   | -56 | Trasladado a la Eerste Klasse Sur.     |

PJ = Partidos jugados; PG = Partidos ganados; PE = Partidos empatados; PP = Partidos perdidos; GF = Goles a favor; GC = Goles en contra; Pts = Puntos; DG = Diferencia de goles

### Play-off por el título
| Equipo 1 | Agr. | Equipo 2         | Ida | Vuelta |
| -------- | ---- | ---------------- | --- | ------ |
| Vitesse  | 2-4  | Sparta Rotterdam | 1-2 | 1-2    |

|                                     |
| Campeón Sparta Rotterdam 4.° título |